# 管足
管足（かんそく）とは、棘皮動物に見られる器官であり、体表に多数あって、内部に液体が入って伸び縮みする。運動や感覚などにかかわる。

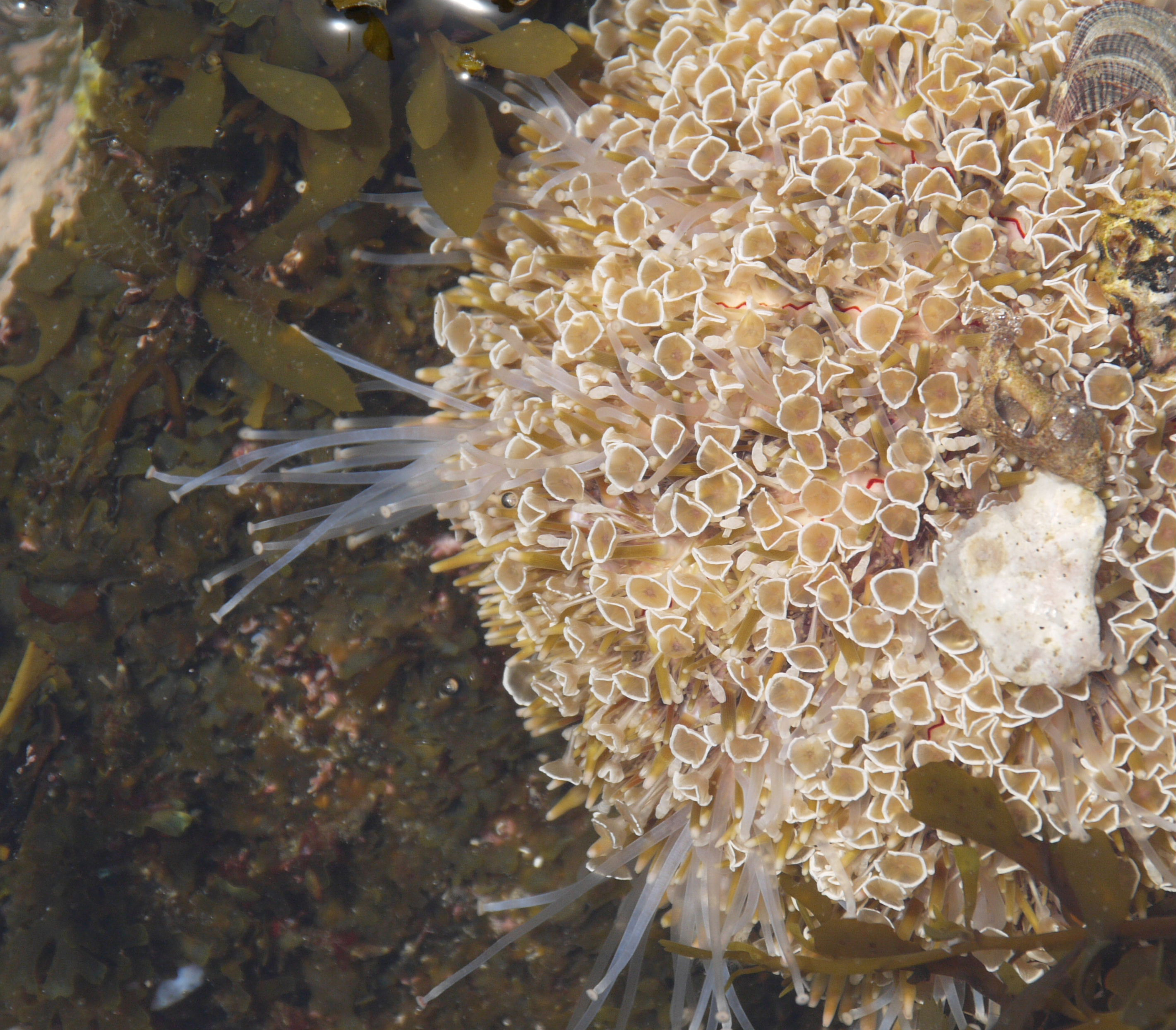
ラッパウニの管足

## 概説
たとえば生きたウニを海水に浸した状態で観察すると、針の間から細長い紐状の構造が多数伸び出すのを観察することができる。それらは先端が吸盤となっており、それで基質に張り付くことができる。これが管足(tube-foot 、ambulacral foot)である。管足は柔軟な組織で作られ、内部に液体が出入りすることで伸び縮みし、運動などの機能を担う。体内では水管系に接続している。

## 構成
管足は体に列をなして配置する。棘皮動物の体は五放射相称をしているが、管足の列もこれに対応し、中心から五方向に並んでいる。管足の並ぶ位置を歩帯、その間の部分を間歩帯という。体内では放射水管が歩帯の下を通っている。

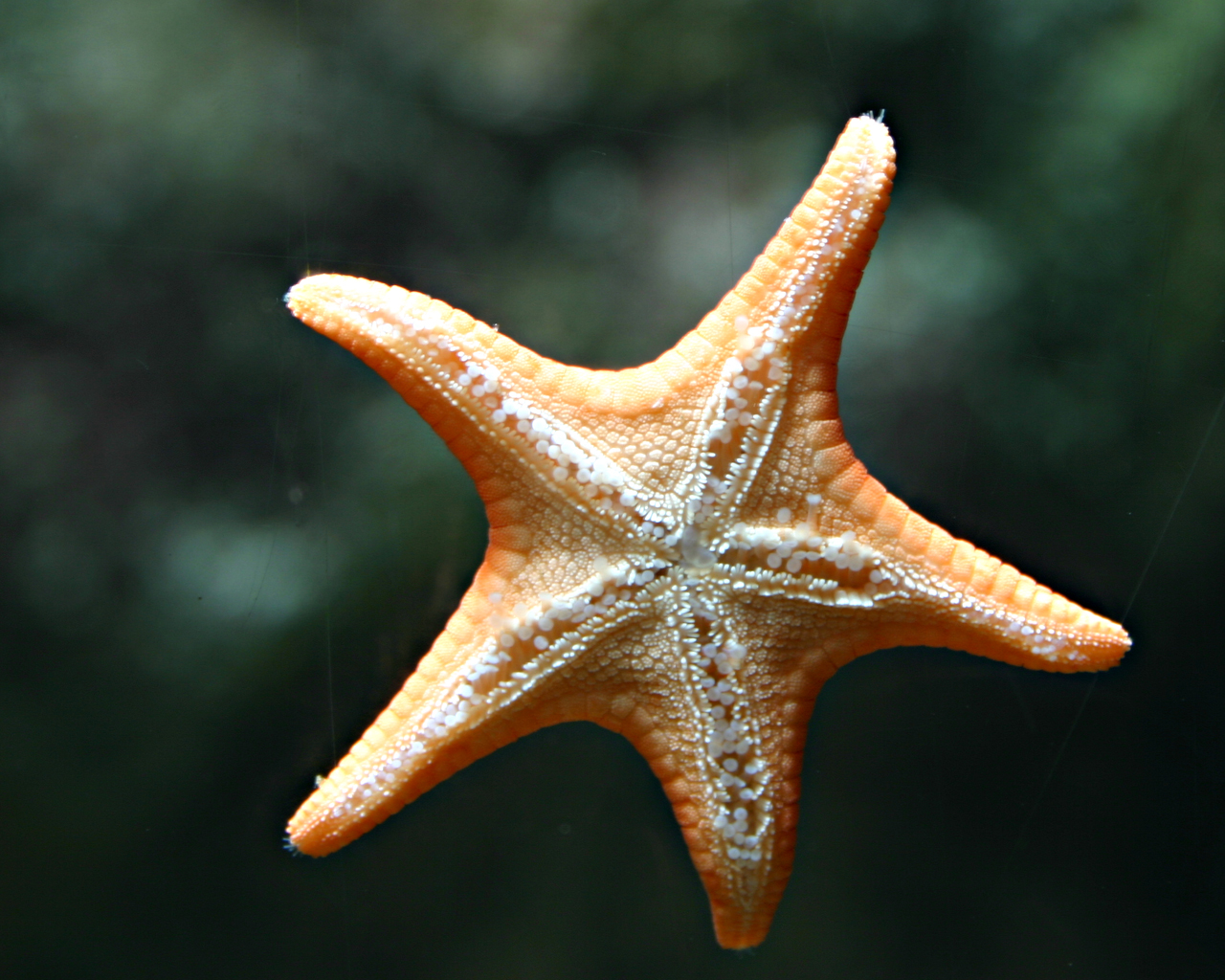
ヒトデの下面、歩帯溝とそこに並ぶ管足がよくわかる

ウニ、ナマコ類ではこれらはほぼ体軸方向の全身に配置するが、ヒトデ、クモヒトデ類では体の下面のみに並ぶ。またウミユリ類では逆に上面にある。ヒトデ、クモヒトデとウミユリは逆になっているのではなく、いずれも口のある側であり、両者の違いはむしろ体の向き、姿勢の問題である。したがって両者における管足の配置はほぼ同じと考えてよい。特にヒトデとウミユリではいずれも管足は腕の口側面の中央にあり、口につながる溝（食溝）に並んでいる点で共通している。
管足は内部に液体が注入されることで伸びる。よく発達したものでは管足の基部に瓶嚢という袋があり、これの収縮によって管足に液体が注入されて管足が伸びる。縮む場合は管足の筋肉によって管足内部の液体が水管系に戻される。

## 役割
ウニの場合、管足はほぼ細長い管状で、先端はやや広がって吸盤となっている。その働きは吸盤で堅い基盤に吸着して体を固定すること、それを引き寄せることで体の移動をすることである。また、餌をこれで引き寄せたり、体の上面に他物をくっつけたりすることもある。この点ではヒトデ、ナマコも共通している。ヒトデ、ウニ類でもカシパン類やモミジガイ類など、堅い基盤に生息しないものでは、吸盤が退化している例もある。
これに対してウミユリ綱のものでは、管足は上向きに広げた腕の上にある食溝の中に配置し、運動には用いられない。管足は短い管状で、水中の微生物やデトリタスを集める働きをしている。クモヒトデでも腕の可動性が大きくなっているため、腕の運動で移動し、運動器官としては管足の効果が少ない。管足は主として餌を集めるのに用いられる。
これらのどの場合にも、管足は同時に体外に伸びた体の薄膜的構造として、呼吸や排出の役割をも担っている。それらの物質を体内外で行き来させるためにも、水管系が働いている。

## 分化が見られる例
分類群によっては、管足に分化が見られる例もある。ヒトデでは腕の先端のそれが長く伸びており、形態的にはそれほど差はないものの触覚を司る触手のような役割も担っており、ここに眼点を持つ。

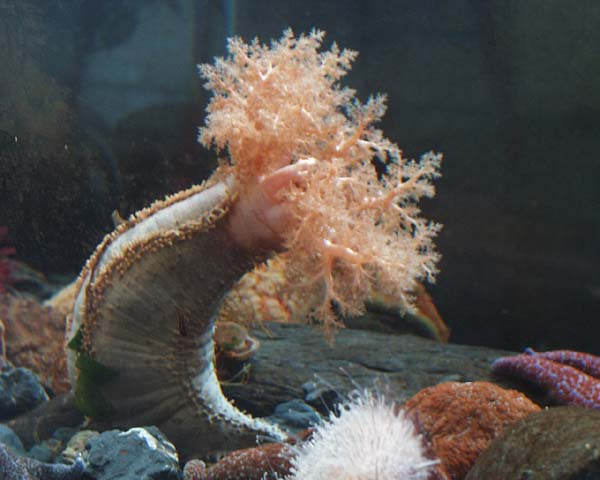
触手が発達した樹手目のナマコ、Cucumaria miniata

ナマコ類では体の下面のものは吸盤を持った管足であるが、それ以外のものは変化している。背面のそれは単なるいぼ状の突起となっている例も多い。口周りの管足はより端的に触手として発達している。種によってはその先端が樹枝上に枝分かれし、これは餌集めの役割も担っている。クルマナマコ類のようにこれ以外の管足が退化している例もある。
ウニ類ではカシパン類などで半口側の管足は桜の花のような形の領域（花紋）に集まり、この部分の管足は吸盤がなく、鰓と触覚器としての機能を持つ。ブンブクチャガマの仲間では呼吸用の大管足や摂食用の小管足などが分化している。

## 系統との関係
棘皮動物ではウミユリ綱のものが原始的と考えられているから、管足もこの類におけるあり方が本来の役割であったと考えられる。それが柄を失って固着生活をやめたときに、口の側を下にして移動するようになり、管足は運動のための器官に転用されたと考えられる。